# Sebastián Losada
Sebastián Losada Bestard, deportivamente conocido como Losada (Madrid, España, 3 de septiembre de 1967), es un exfutbolista español que jugaba como delantero.
En 1985, con 18 años, fue máximo goleador del Mundial Juvenil. Después de ser el debutante más joven de la historia del Real Madrid, con 17 años, se retiró sin mediar ninguna lesión con apenas 28 años.

## Trayectoria
Se formó en las categorías inferiores del Real Madrid. Con 17 años recién cumplidos debutó con el primer equipo en Primera División, el 9 de septiembre de 1984.
A la edad de 19 años fue cedido al RCD Español para adquirir experiencia. Allí fue subcampeón de la Copa de la UEFA durante la temporada 1987/88, marcando 2 goles en el partido de ida ante el Bayer Leverkusen.
Regresó al conjunto madrileño donde militó durante tres años marcando 37 goles.
El verano 1991 fichó por el Atlético de Madrid, pero salió del club al finalizar su primera temporada por sus enfrentamientos con el presidente, Jesús Gil.
Tras un paso también fugaz por el Sevilla FC donde jugó 3 partidos de Liga y 7 partidos de Copa del Rey donde marcó 4 goles y compartió vestuario con jugadores del calibre de Maradona, en 1993 llegó al Celta de Vigo, donde estuvo dos temporadas.
Teniendo contrato en vigor con el Celta, decidió colgar la botas en 1995, con tan sólo 27 años, para dedicarse a su carrera de abogado.
En 2004 volvió a la actualidad futbolística al anunciar su candidatura para presidir la Real Federación Española de Fútbol. En las elecciones, en las que se impuso por quinta vez Ángel María Villar, Losada no recibió ningún voto.

## Selección nacional
En 1985 fue el primer español que obtuvo la bota de oro de máximo goleador en un mundial juvenil.
Vistió en una ocasión la camiseta de la selección española. Fue el 18 de enero de 1995 en un amistoso contra Uruguay. Fue internacional en todas las categorías inferiores de la selección nacional. 

## Clubes
| Club                 | País                | Año                 | Partidos | Goles |
| -------------------- | ------------------- | ------------------- | -------- | ----- |
| Real Madrid Castilla | España              | 1984-1987           | 64       | 18    |
| Real Madrid          | España              | 1984                | 1        | 0     |
| RCD Español          | España              | 1987-1988           | 33       | 11    |
| Real Madrid          | España              | 1988-1991           | 46       | 20    |
| Atlético de Madrid   | España              | 1991-1992           | 12       | 1     |
| Sevilla FC           | España              | 1992-1993           | 10       | 4     |
| Celta de Vigo        | España              | 1993-1995           | 31       | 17    |
| Total en su carrera  | Total en su carrera | Total en su carrera | 227      | 71    |

Incluye partidos de 1.ª, 2.ª, Copa del Rey, Copa de Europa, Copa de la UEFA, Recopa y Supercopa.

## Participaciones Selección Sub-20
| Copa                                   | Sede            | Resultado  | Partidos | Goles |
| -------------------------------------- | --------------- | ---------- | -------- | ----- |
| Copa Mundial de Fútbol Juvenil de 1985 | Unión Soviética | Subcampeón | 5        | 3     |

## Palmarés

### Torneos nacionales
| Título              | Club               | País   | Año     |
| ------------------- | ------------------ | ------ | ------- |
| Copa de la Liga     | Real Madrid        | España | 1985    |
| Primera División    | Real Madrid        | España | 1988-89 |
| Copa del Rey        | Real Madrid        | España | 1988-89 |
| Supercopa de España | Real Madrid        | España | 1989    |
| Primera División    | Real Madrid        | España | 1989-90 |
| Supercopa de España | Real Madrid        | España | 1990    |
| Copa del Rey        | Atlético de Madrid | España | 1991-92 |

### Torneos internacionales
| Título                 | Club        | Sede   | Año     |
| ---------------------- | ----------- | ------ | ------- |
| Liga Europa de la UEFA | Real Madrid | Madrid | 1984-85 |